# Platyja minutipuncta
Platyja minutipuncta är en fjärilsart som beskrevs av Swinhoe 1901. Platyja minutipuncta ingår i släktet Platyja och familjen nattflyn. Inga underarter finns listade i Catalogue of Life.